# كوري بوكر
كوري أنتوني بوكر (بالإنجليزية: Cory Booker)‏ (وُلد في 27 أبريل 1969) هو سياسي أميركي ومحام وكاتب وعضو في مجلس الشيوخ الأمريكي عن ولاية نيوجيرسي منذ عام 2013. هو من أعضاء الحزب الديمقراطي، وأول عضو مجلس شيوخ أمريكي من أصل أفريقي من ولاية نيوجيرسي. شغل سابقًا منصب العمدة الثامن والثلاثين لنيوآرك من عام 2006 إلى عام 2013. وقبل ذلك الوقت، عمل بوكر في المجلس البلدي لنيوآرك لمنطقة سنترال وارد من 1998 إلى 2002.
وُلد بوكر في واشنطن العاصمة ونشأ في هارينغتون بارك بولاية نيو جيرسي. التحق بجامعة ستانفورد وحصل على درجة البكالوريوس في عام 1991 ثم درجة الماجستير بعد ذلك بعام. درس في الخارج في جامعة أكسفورد بمنحة رودس قبل الالتحاق بكلية الحقوق بجامعة ييل. وحقق فوزًا مفاجئًا بمقعد في المجلس البلدي لنيوارك في عام 1998 حيث نظم إضرابًا عن الطعام لمدة 10 أيام وعاش لفترة وجيزة في خيمة للفت الانتباه إلى قضايا التنمية الحضرية في المدينة. ترشح لمنصب رئيس البلدية في عام 2002 لكنه خسر أمام الرئيس الحالي شارب جيمس. ترشح مرة أخرى في عام 2006 وفاز على نائب رئيس البلدية رونالد رايس. شهدت الفترة الأولى لبوكر مضاعفة الإسكان الميسور التكلفة قيد التطوير وتقليص عجز ميزانية المدينة من 180 مليون دولار إلى 73 مليون دولار. أعيد انتخابه عام 2010. ترشح ضد ستيف لونيجان في الانتخابات الخاصة لمجلس الشيوخ الأمريكي لعام 2013، ثم أعيد انتخابه في عام 2014 ضد جيف بيل .
طوال فترة عمله في مجلس الشيوخ، كتب ودعم وأصدر تشريعات تعزز حقوق المرأة، والعمل الإيجابي، والزواج من نفس الجنس، والرعاية الصحية أحادية الجانب. شجع على الإصلاحات الاقتصادية لمعالجة تفاوت الثروة في الولايات المتحدة، ولا سيما عدم المساواة العرقية. اتبع بوكر تدابير لإصلاح نظام العدالة الجنائية، ومكافحة تغير المناخ، وإعادة هيكلة سياسة الهجرة الوطنية. في السياسة الخارجية، صوت لصالح زيادة العقوبات الصارمة ضد إيران، وأعرب عن دعمه لانسحاب القوات الأمريكية من أفغانستان، ومارس الضغط من أجل زيادة الدبلوماسية في الشرق الأوسط.

## النشأة والتعليم
في 27 أبريل 1969، وُلد كوري بوكر في واشنطن العاصمة. نشأ وترعرع في هارينغتون بارك، نيو جيرسي، على بعد32 كم شمال نيويورك. كان والديه كارولين روز وكاري ألفريد بوكير، من بين أوائل المدراء التنفيذيين السود في آي بي إم. ذكر بوكر أنه نشأ في أسرة دينية وأنه هو وعائلته حضروا الكنيسة الأسقفية الميثودية الإفريقية الصغيرة في نيو جيرسي.
بعد الذهاب إلى ستانفورد حصل بوكر على منحة رودس للدراسة في جامعة أكسفورد وحصل على شهادة في تاريخ الولايات المتحدة عام 1994 كعضو في كلية كوينز،  وشغل بوكر منصب رئيس جمعية جامعة أكسفورد لشيم أثناء وجوده في أكسفورد. وحصل على دكتوراه في القانون عام 1997 من كلية الحقوق بجامعة ييل وقام بتشغيل عيادات قانونية مجانية للمقيمين ذوي الدخل المنخفض في نيو هافن، كونيتيكت. وكان بوكر في جامعة ييل أحد الأعضاء المؤسسين لجمعية تشاي (الآن شبتاي ). وكان نشطًا في الرابطة الوطنية لطلاب القانون السود .

## مجلس بلدية نيوارك
أثناء التفكير في أعمال المناصرة والترشح لمجلس المدينة في نيوارك بعد تخرجه من كلية الحقوق، عاش بوكر في نيوارك خلال سنته الأخيرة في جامعة ييل. وبعد التخرج شغل منصب محامي الموظفين في مركز العدالة الحضرية في نيويورك ومنسق برنامج مشروع نيوارك للشباب. وفي عام 1998 حقق بوكر فوزًا مفاجئًا على مقعد في المجلس البلدي لنيوارك متغلبًا على جورج برانش الذي كان يشغل المنصب لمدة أربعة فترات.
أضرب عن الطعام لمدة 10 أيام للفت الانتباه إلى مشاكل تجارة المخدرات في الهواء الطلق والعنف المرتبط بها، وعاش في خيمة، ثم في منزل متنقل بالقرب من مناطق تجارة المخدرات في المدينة. اقترح بوكر مبادرات المجلس التي أثرت على الإسكان والشباب والقانون والنظام وكفاءة وشفافية مجلس المدينة، ولكن تم التصويت عليها بانتظام من قبل جميع زملائه أعضاء المجلس.

## عمدة نيوارك

### حملات البلدية

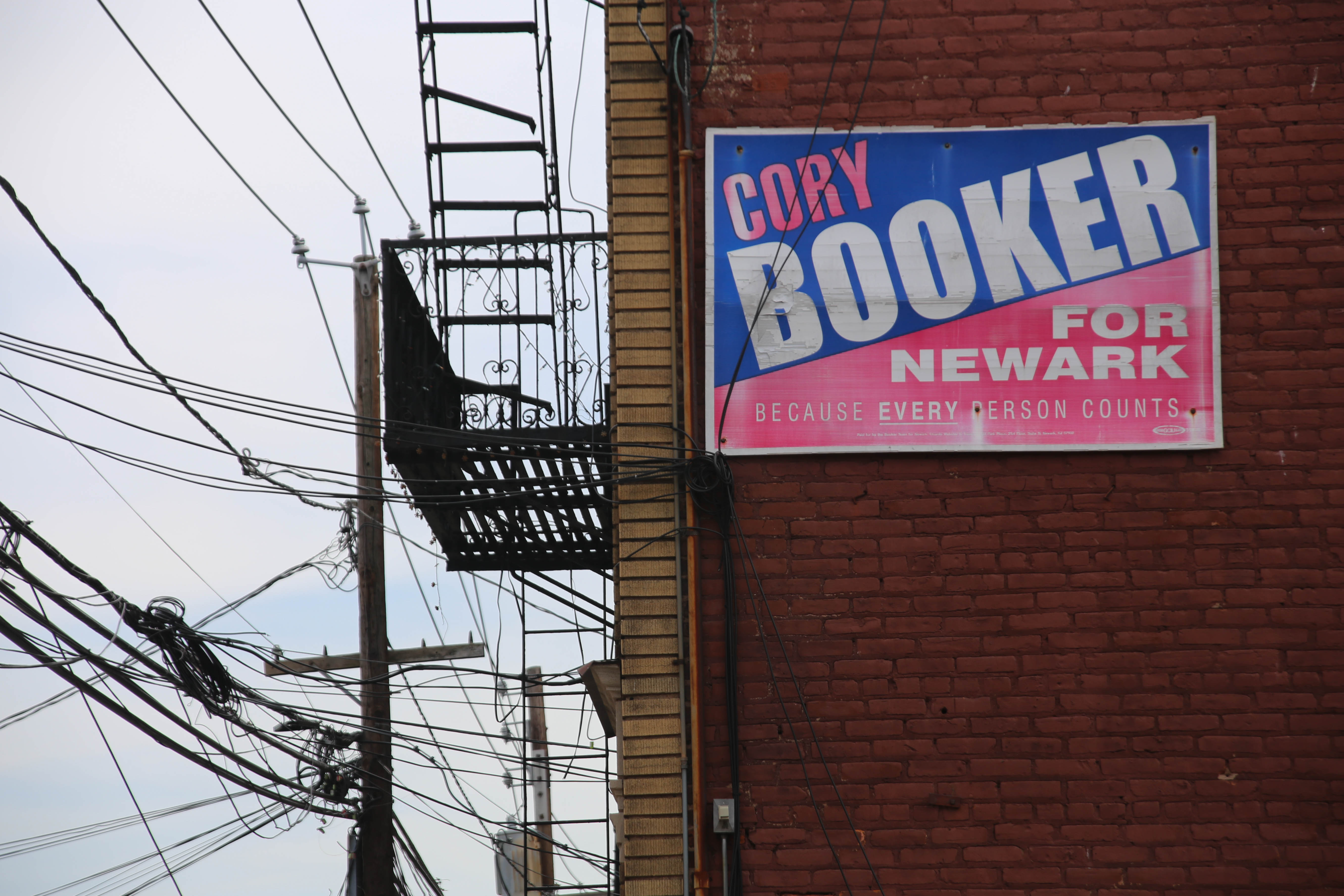
كوري بوكر عن علامة حملة نيوارك

#### انتخابات 2002
في 9 يناير 2002 أعلن بوكر حملته لمنصب عمدة نيوارك بدلاً من الترشح لإعادة انتخابه كعضو في المجلس. وقد جعله ذلك يواجه شارب جيمس شاغل المنصب منذ فترة طويلة والذي فاز في الانتخابات بسهولة أربع مرات متتالية، وقد رأى جيمس في بوكير تهديدًا حقيقيًا ورد بالتشهير، وفي إحدى فعاليات الحملة الانتخابية وصفه جيمس بأنه «جمهوري أخذ المال من كلو كلوكس كلان [و] طالبان ... و[الذين] يتعاونون مع اليهود للسيطرة على نيوارك.»  وفي الحملة الانتخابية تساءل أنصار جيمس عن خلفية بوكير في الضواحي، واصفين إياه بالسجاد بايجر الذي لم يكن أسود بما يكفي لفهم المدينة. وخسر بوكر الانتخابات في 14 مايو حيث حصل على 47٪ من الأصوات مقابل 53٪ لجيمس. لاحقاً تم تأريخ الانتخابات في الفيلم الوثائقي المرشح لجائزة الأوسكار Street Fight .
خلال الحملة أسس بوكر منظمة غير ربحية Newark Now.

#### انتخابات 2006
أعلن بوكر في 11 فبراير 2006 أنه سيرشح نفسه لمنصب رئيس البلدية. على الرغم من أن العمدة الحالي شارب جيمس قدم أوراقًا للترشح لإعادة الانتخاب، بعد ذلك بوقت قصير أعلن أنه سيلغي بدلاً من ذلك محاولته للتركيز على عمله كعضو في مجلس الشيوخ، وهو المنصب الذي تم انتخابه له في الأصل عام 1999. وبناءً على تقدير جيمس قرر نائب رئيس البلدية رونالد رايس الترشح أيضًا. وتجاوزت حملة بوكر 25 مقابل 1 لرايس والتي هاجمته رايس بسببها، ة هاجم بوكر رايس واصفاً إياها «بصديقة سياسية» لجيمس.
فاز بوكر في انتخابات 9 مايو بنسبة 72٪ من الأصوات، واكتسحت قائمته الخاصة بمرشحي مجلس المدينة والمعروفة باسم «فريق بوكر» انتخابات المجلس، مما أعطى بوكر قيادة حازمة لحكومة المدينة.

#### انتخابات 2010
في 3 أبريل 2010 أعلن بوكر حملته لإعادة انتخابه. وفي حفل إعلانه أشار إلى أن «الحكومة الموحدة» كانت حاسمة للتقدم مع العلم أن أنصاره في مجلس المدينة يواجهون حملة إعادة انتخاب صعبة. وكان بوكر المفضل بشدة للفوز واجه القاضي السابق والمدعي العام في مقاطعة إسيكس كليفورد ج. مينور، بالإضافة إلى اثنين من المرشحين القاصرين. في 11 مايو فاز بوكر بإعادة انتخابه بنسبة 59٪ من الأصوات.

### الفترة
قبل توليه منصبه كرئيس للبلدية رفع بوكر دعوى قضائية ضد إدارة جيمس، ساعيًا إلى إنهاء صفقات الأراضي ذات الأسعار المنخفضة لصالح وكالتين من وكالات إعادة التطوير التي ساهمت في حملات جيمس وأدرجت جيمس كعضو في مجالسها الاستشارية. وجادل بوكر بأن قوانين الدولة «الدفع مقابل اللعب» قد انتهكت، وأن صفقات الأراضي ستكلف المدينة أكثر من 15 مليون دولار من العائدات المفقودة. وأشار بوكر إلى قطعة أرض في Broad and South Streets من شأنها أن تولد 87000 دولار فقط بموجب صفقات الأراضي المقترحة، ولكن تم تقييمها بمبلغ 3.7 مليون دولار بموجب أسعار السوق الحالية. في 20 يونيو 2006 حكمت قاضية المحكمة العليا باتريشيا كوستيلو لصالح بوكر.
في أواخر يونيو 2006 قبل تولي بوكر منصبه أحبط محققو نيو جيرسي مؤامرة لاغتيال بوكر بقيادة قادة عصابات الدم داخل أربعة سجون في ولاية نيو جيرسي، ولم يكن الدافع وراء المؤامرة واضحًا، ولكن تم وصفه بشكل مختلف كرد على الحملة الشرسة  وعلى وعود حملة بوكر باتخاذ موقف أكثر تشددًا بشأن الجريمة.

#### الدورة الأولى

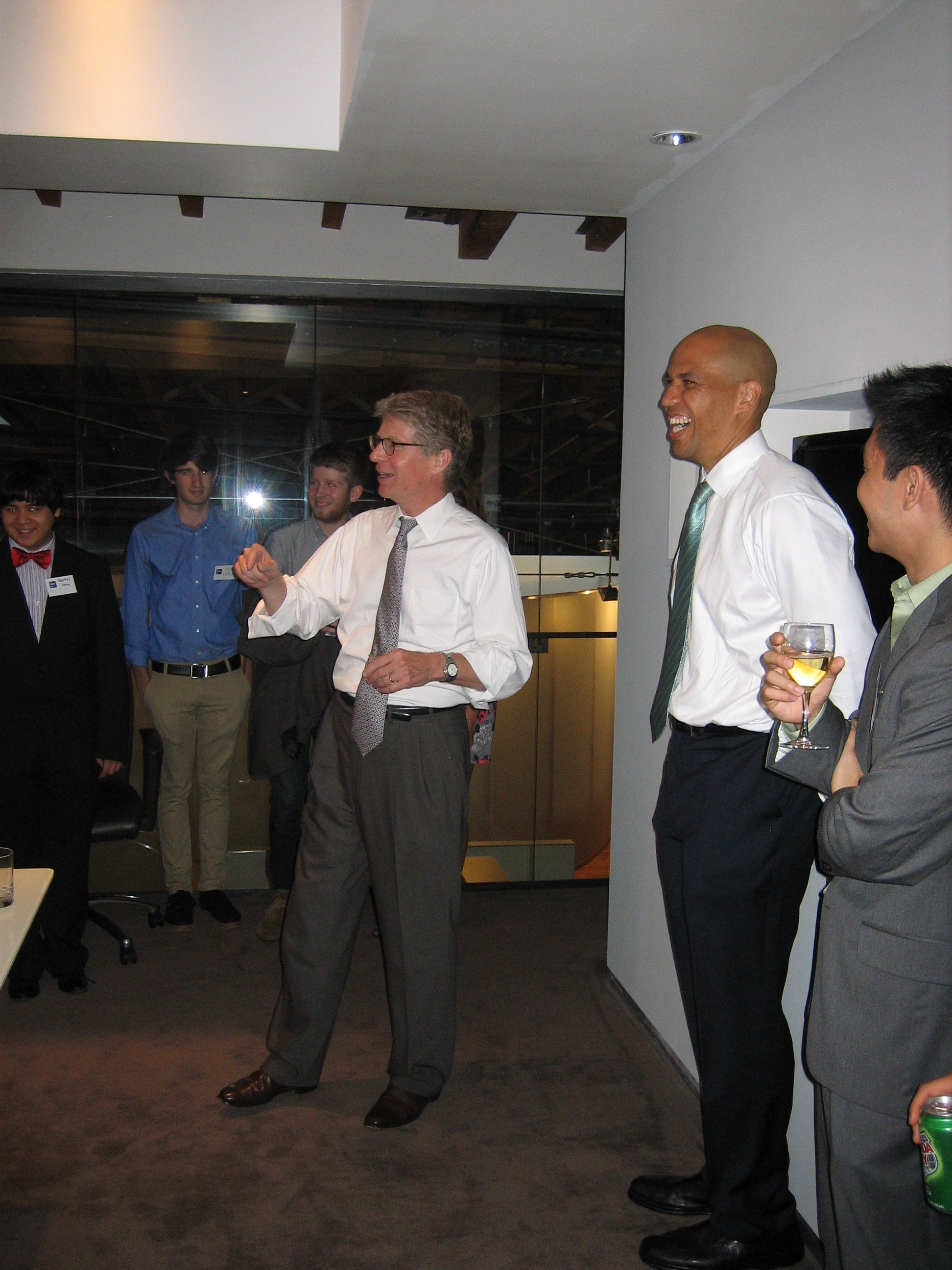
بوكر في حملة لجمع التبرعات مع مرشح المدعي العام لمقاطعة نيويورك سايروس فانس جونيور في عام 2009

في 10 أكتوبر 2010 أسس بوكر Let's Move! Newark كجزء من الحملة الوطنية للسيدة الأولى ميشيل أوباما دعونا نتحرك! مبادرة ضد سمنة الأطفال .

#### مستجمعات المياه في نيوارك
تتألف مستجمعات المياه في نيوارك من 35000 فدان من الأراضي البكر والخزانات التي توفر المياه للبلديات في شمال نيوجيرسي،  وقد كشف تقرير مراقب ولاية نيو جيرسي الصادر في فبراير 2014 عن وجود مخالفات وفساد داخل Newark Watershed and Development Corporation، التي كانت في طور التفكيك بعد الاستيلاء عليها من قبل المدينة أثناء رئاسة بلدية بوكر.

### استطلاعات الرأي العام
طوال فترة رئاسة بلدية بوكر، سأل استطلاع الرأي العام الذي أجرته جامعة فيرلي ديكنسون PublicMind سكان نيوجيرسي على مستوى الولاية عما إذا كانوا قد سمعوا عن العمدة بوكر وما إذا كان لديهم رأي إيجابي أو غير إيجابي عنه. النتائج كما يلي:
| سبتمبر 2008 - التعرف على الاسم: 56% - رأي ايجابي: 32% - رأي سلبي: 8% | أبريل 2009 - التعرف على الاسم: 62% - رأي ايجابي: 39% - رأي سلبي: 10% | مايو 2010 - التعرف على الاسم: 66% - رأي ايجابي: 42% - رأي سلبي: 6% | مايو 2012 - التعرف على الاسم: 67% - رأي ايجابي: 47% - رأي سلبي: 6% | يناير 2013 - التعرف على الاسم: 75% - رأي ايجابي: 66% - رأي سلبي: 13% |

مارس 2014 
- التعرف على الاسم: 88٪
- رأي إيجابي: 47٪
- رأي غير مؤيد: 23٪

## مجلس الشيوخ الأمريكي

### انتخابات 2013

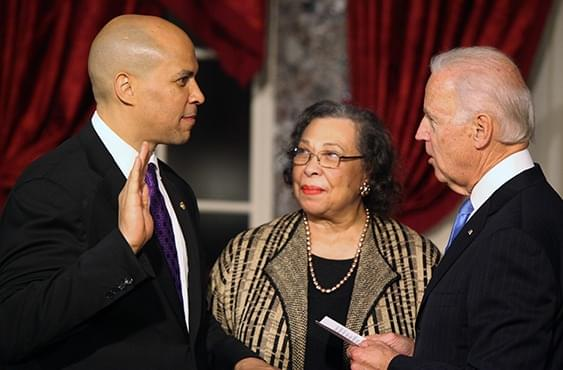
بوكر يؤدي اليمين كعضو في مجلس الشيوخ مع والدته ونائب الرئيس جو بايدن

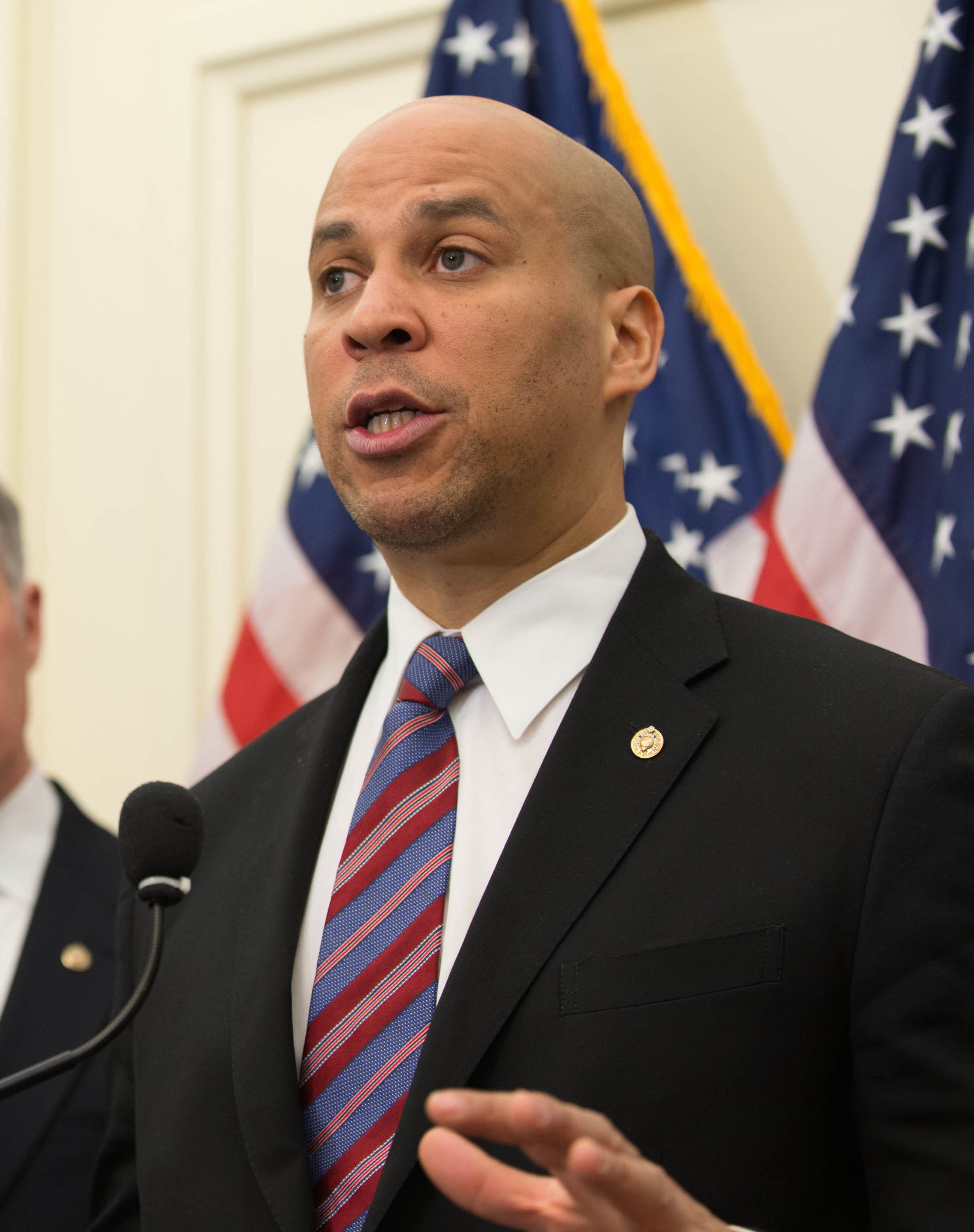
بوكر في عام 2014

في 20 ديسمبر 2012 أعلن بوكر أنه سيستكشف الترشح لمقعد مجلس الشيوخ الأمريكي الذي احتله فرانك لوتنبرغ في انتخابات 2014، منهيا التكهنات بأنه سيتحدى الحاكم كريس كريستي في انتخابات حاكم الولاية لعام 2013. وفي 11 يناير 2013 قدم بوكر أوراقًا لتشكيل لجنة الحملة  دون الإعلان عما إذا كان سيرشح نفسه. وبعد شهر تقريبًا أعلن شاغل المنصب لوتنبرغ - الذي كان يبلغ من العمر آنذاك 89 عامًا - أنه لن يسعى لإعادة انتخابه في عام 2014.
في 3 يونيو، توفي لوتنبرغ من التهاب رئوي فيروسي، وبعد خمسة أيام أعلن بوكر عن نيته الترشح لمقعد لوتنبرغ في انتخابات 2013 الخاصة، وقد أعلن ترشحه في حدثين: أحدهما في نيوارك والآخر في ويلينجبورو .
في 13 أغسطس 2013 فاز بوكر في الانتخابات التمهيدية للحزب الديمقراطي، بحوالي 59٪ من الأصوات. وفي 16 أكتوبر 2013 هزم الجمهوري ستيف لونيجان في الانتخابات العامة بنسبة 54.9٪ مقابل 44.0٪. وكان بوكر أول أمريكي من أصل أفريقي يتم انتخابه لعضوية مجلس الشيوخ منذ باراك أوباما في عام 2004. في الليلة التي سبقت فوزه زار بوكر قبر الحاخام مناحيم م. شنيرسون وأدى الصلاة وأضاء شمعة احتجاجية في ذكرى والده.
استقال بوكر من منصب عمدة مدينة نيوارك في 30 أكتوبر 2013  وأدى اليمين الدستورية في 31 أكتوبر 2013 كعضو جديد في مجلس الشيوخ عن ولاية نيو جيرسي. وهو أول سناتور أمريكي من أصل أفريقي من ولاية نيو جيرسي.

### انتخابات 2014
في 9 يناير 2014 أعلن Brian D. Goldberg المقيم في West Orange ورجل أعمال New Jersey أنه سيسعى للحصول على ترشيح جمهوري لمجلس الشيوخ الأمريكي. وفي 27 يناير 2014، أعلن رجل الأعمال في Freehold Township ريتشارد جيه. «ريتش» بيزولو عن ترشحه لترشيح الحزب الجمهوري. وقد كان بيزولو قد ترشح سابقًا لمجلس الشيوخ الأمريكي في عام 1996 كمرشح عن حزب المحافظين . وفي 4 فبراير 2014 أعلن المستشار السياسي المحافظ جيف بيل عن ترشيحه للترشيح. وكان بيل مرشح الحزب الجمهوري لمجلس الشيوخ الأمريكي عام 1978. أعلن موراي صابرين، الأستاذ بكلية رامابو الذي رشح نفسه لمجلس الشيوخ عامي 2000 و2008، عن ترشحه مرة أخرى في 13 فبراير.
فاز بيل في الانتخابات التمهيدية للجمهوريين وتلقى دعمًا من صندوق المبادئ الأمريكية المحافظ، الذي أدار عملية بريد مباشرة تكلف أكثر من 80 ألف دولار، والمنظمة الوطنية للزواج، وهي منظمة تعارض زواج المثليين، والتي دفعت 6000 دولار من المكالمات الآلية. هزم بوكر بيل في الانتخابات العامة، وحصل على 55.8٪ من الأصوات مقابل 42.4٪ لبيل.

### انتخابات 2020
في حملته لإعادة انتخابه لعام 2020 واجه بوكر المرشح الجمهوري ريك ميهتا المدير التنفيذي والمحامي الصيدلاني. وتم إجراء الانتخابات في المقام الأول من خلال استخدام بطاقات الاقتراع عبر البريد وفقًا لتكليف الحاكم فيل مورفي ردًا على وباء COVID-19 . حيث شارك كل من بوكر وميهتا في مناظرة افتراضية برعاية New Jersey Globe، وتنازع المرشحان حول قضايا من بينها رئاسة ترامب، وعمليات الإغلاق الوبائي COVID-19، وترشيح إيمي كوني باريت للمحكمة العليا، والعنصرية المنهجية .
في الانتخابات العامة التي جرت في 3 نوفمبر هزم بوكر ميهتا بهامش 57٪ - 41٪.

### الفترة

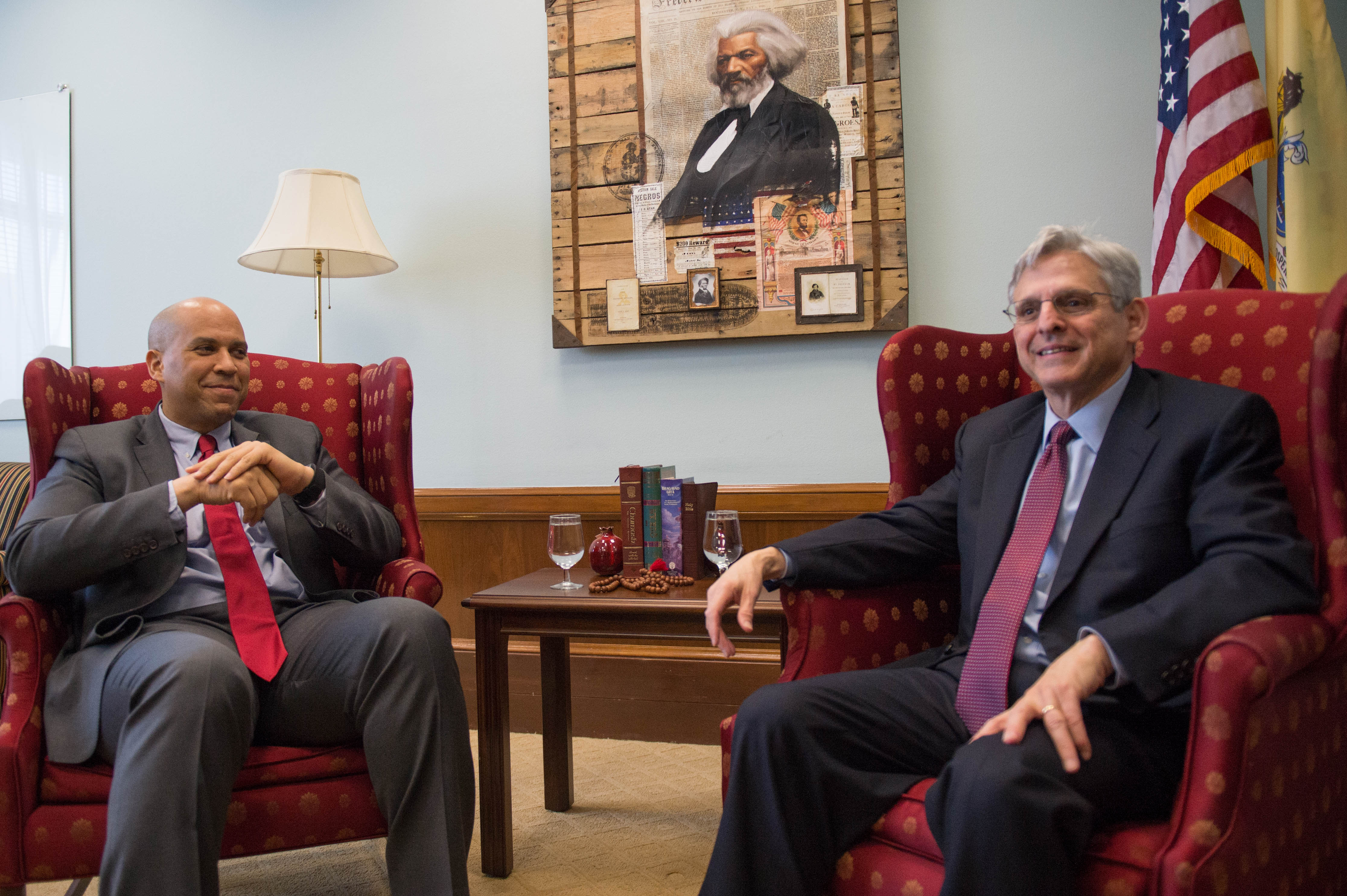
بوكير مع القاضي ميريك جارلاند، 2016

في أبريل 2018 بعد أن داهم مكتب التحقيقات الفيدرالي غرفة الفندق ومكاتب المحامي الشخصي لترامب، قدم مايكل كوهين وبوكر وكريس كونز وليندسي جراهام وتوم تيليس تشريعات جديدة «للحد من قدرة الرئيس ترامب على إقالة المستشار الخاص روبرت مولر. حيث» سيسمح التشريع الذي أطلق عليه «قانون استقلال ونزاهة المستشار الخاص»، لأي مستشار خاص في هذه الحالة مولر، بالحصول على «مراجعة قضائية عاجلة» في الأيام العشرة التالية للفصل لتحديد ما إذا كان الفصل المذكور مناسبًا. وفي حالة النفي يعاد المحامي الخاص إلى عمله. وفي الوقت نفسه، وفقًا لصحيفة The Hill، فإن مشروع القانون من شأنه «تقنين اللوائح» التي لا يمكن فصل مستشار خاص إلا من قبل مسؤول كبير في وزارة العدل مع ضرورة تقديم الأسباب كتابيًا.
في نوفمبر 2018 شارك بوكر في رعاية قانون مكافحة مقاطعة إسرائيل (S.270)، والذي يجعل مقاطعة إسرائيل جريمة فيدرالية يعاقب عليها بالسجن لمدة أقصاها 20 عامًا،  بالنسبة للأمريكيين الذين يشجعون أو يشاركون في المقاطعات ضد إسرائيل والمستوطنات الإسرائيلية في الأراضي الفلسطينية المحتلة إذا احتجوا على أعمال الحكومة الإسرائيلية.
لعب بوكر دورًا رائدًا في الدفع لتمرير قانون الخطوة الأولى وهو مشروع قانون إصلاح العدالة الجنائية من الحزبين. وقدم بوكر قانون عدالة الماريجوانا [الإنجليزية] الذي من شأنه إضفاء الشرعية على الحشيش في الولايات المتحدة على المستوى الفيدرالي، وإلغاء تمويل بعض سلطات إنفاذ القانون في الولايات القضائية التي أظهرت التحيز العنصري في اعتقالات الماريجوانا، وزيادة التمويل للمجتمعات المتضررة من الحرب على المخدرات.
أعلن بوكر ترشحه الديمقراطي للرئاسة في انتخابات 2020 في 1 فبراير 2019.

### مهام اللجان
- لجنة البيئة والأشغال العامة
  - اللجنة الفرعية للهواء النظيف والسلامة النووية
  - اللجنة الفرعية للصندوق الممتاز، وإدارة النفايات، والرقابة التنظيمية (عضو مرتبة)
  - اللجنة الفرعية للنقل والبنية التحتية
- لجنة العلاقات الخارجية
  - اللجنة الفرعية المعنية بأفريقيا وسياسة الصحة العالمية
  - اللجنة الفرعية المعنية بالتنمية الدولية متعددة الأطراف، والمؤسسات متعددة الأطراف، والسياسة الاقتصادية الدولية والطاقة والبيئة
  - اللجنة الفرعية لإدارة وزارة الخارجية والوكالة الأمريكية للتنمية الدولية والعمليات الدولية والتنمية الدولية الثنائية (عضو مرتبة)
- لجنة الأعمال الصغيرة وريادة الأعمال
- لجنة القضاء
  - اللجنة الفرعية لمكافحة الاحتكار وسياسة المنافسة وحقوق المستهلك
  - اللجنة الفرعية لأمن الحدود والهجرة
  - اللجنة الفرعية المعنية بالجريمة والإرهاب [84]

### عضويات التجمع
- كتلة الكونجرس السوداء [85]
- التجمع الكونغرس القادم من الكونجرس 9-1-1 [86]

## الحملة الرئاسية 2020

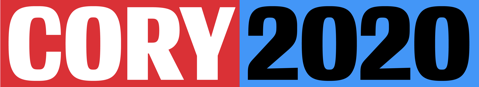
شعار حملة بوكر الرئاسية.

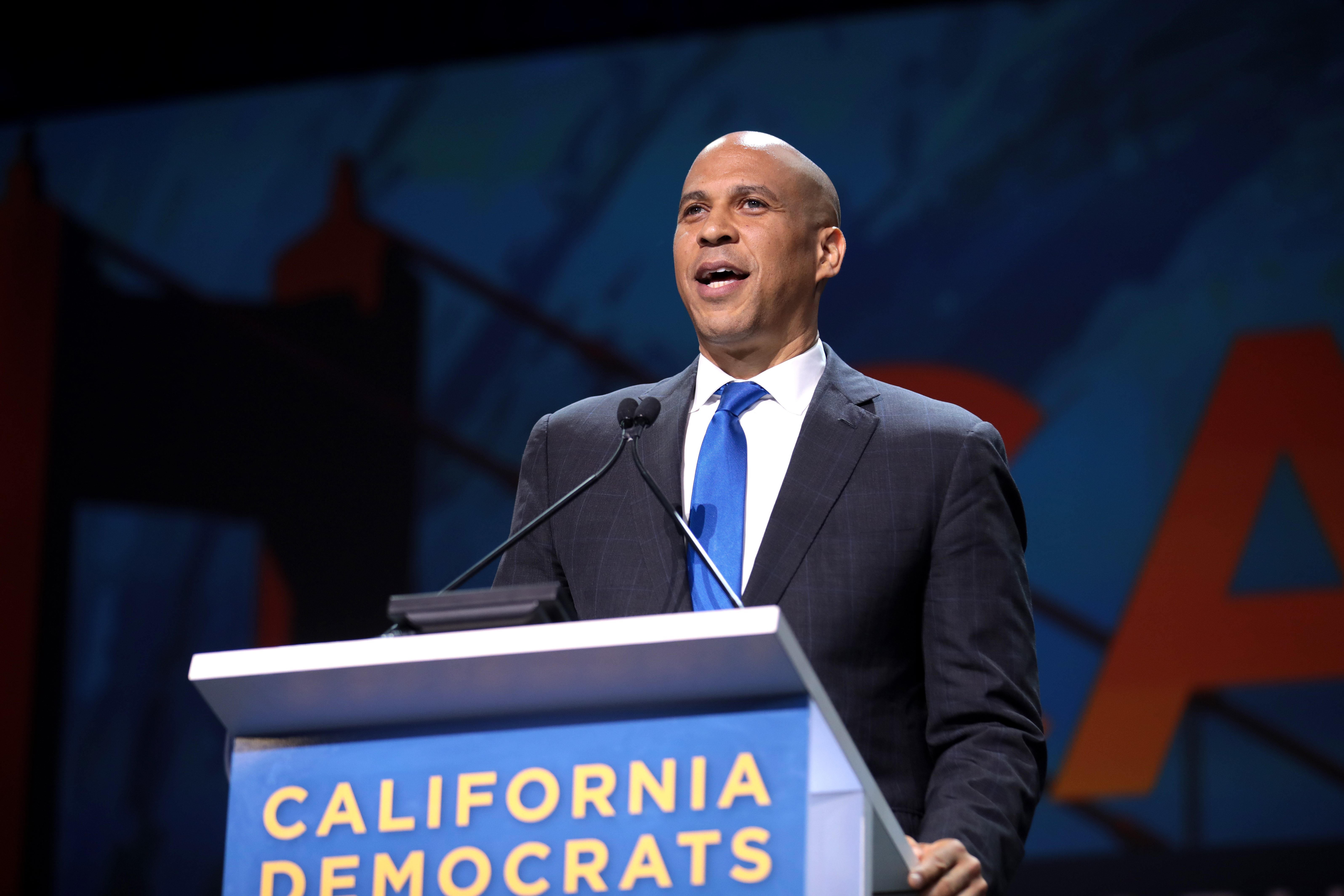
حملة بوكر لمنصب الرئيس في سان فرانسيسكو، كاليفورنيا

في 1 فبراير 2019 أعلن بوكر حملته للترشيح الديمقراطي لمنصب رئيس الولايات المتحدة في الانتخابات الرئاسية لعام 2020، بداية شهر التاريخ الأسود. وقبل إعلانه كانت هناك تكهنات على نطاق واسع بالترشح للرئاسة لكنه أعرب عن عدم اليقين بشأن ما إذا كان سيرشح نفسه. وفي نفس الشهر أعلن بوكر حملته بتأييد من الحاكم فيل مورفي  السناتور الأمريكي بوب مينينديز  وكافة أعضاء مجلس النواب الديمقراطيون من نيوجيرسي. بدأ بوكر حملته في نيوارك في 13 أبريل. وبعد التأهل لأول خمس مناظرات رئاسية للحزب الديمقراطي، فشل بوكر في تلبية عتبات الاقتراع للمشاركة في المناظرة السادسة التي عقدت في ديسمبر 2019. وفي 13 يناير أعلن بوكر أنه أنهى ترشحه الديمقراطي للرئاسة. وفي مارس 2020 أيد بوكر نائب الرئيس السابق جو بايدن ضد السناتور بيرني ساندرز لمنصب الرئيس.

## نشاطات أخرى

### جمعية أوباما

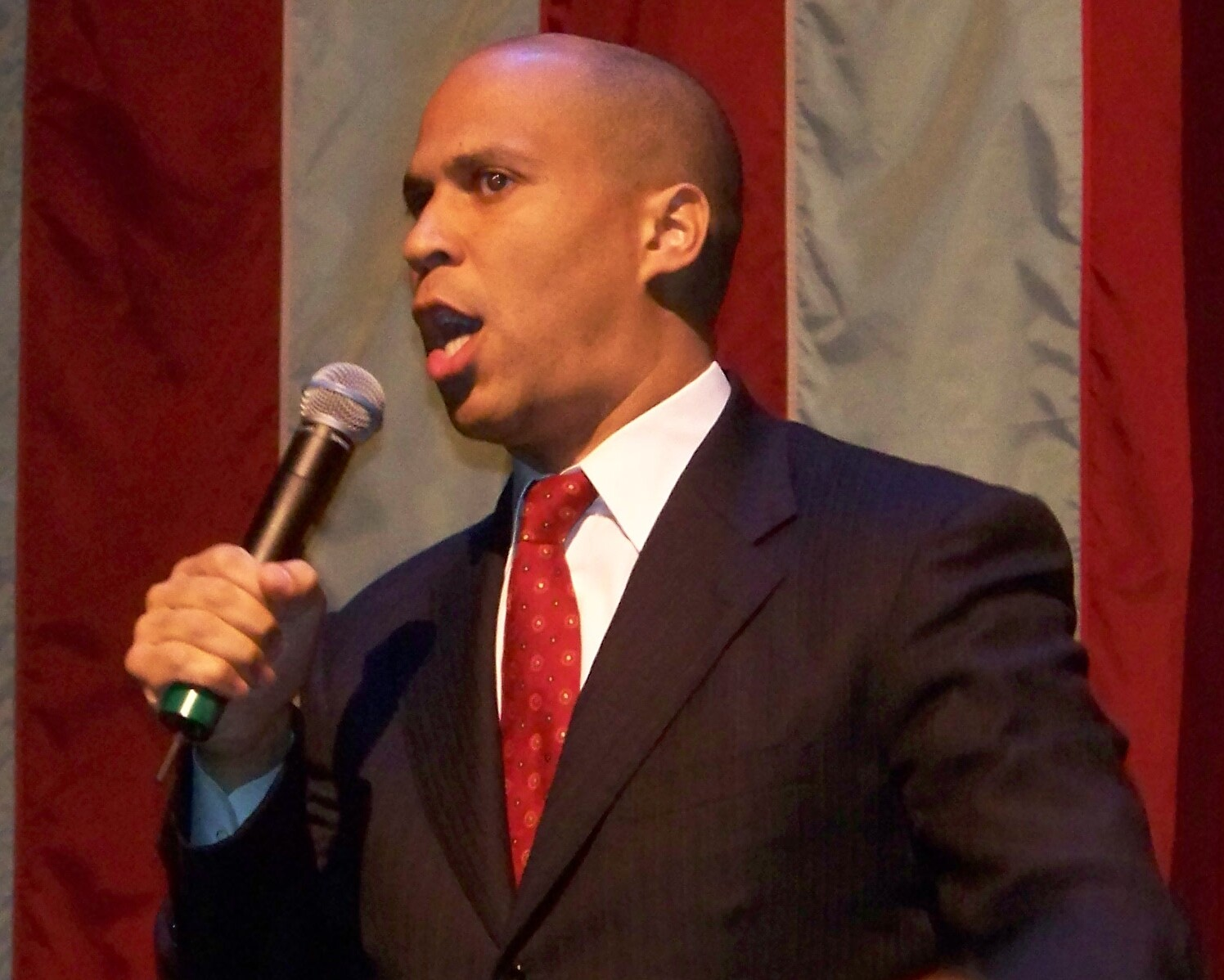
حملة بوكر في نيوارك لباراك أوباما عام 2007

في عام 2009 بعد أن أصبح باراك أوباما رئيسًا للولايات المتحدة عُرض على بوكر قيادة مكتب البيت الأبيض الجديد للشؤون الحضرية، ولكنه رفض العرض مستشهدا بالتزام نيوارك.

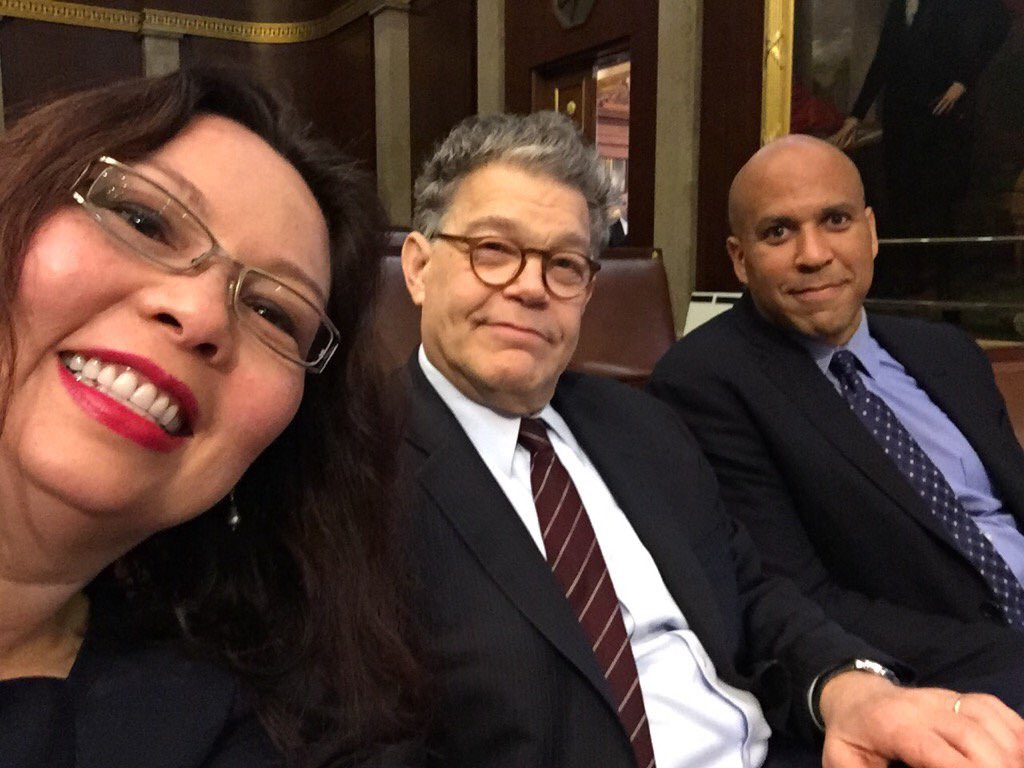
تامي دكوورث (D-IL)، وAl Franken (D-MN)، وCory Booker (D-NJ

أثار بوكر جدلاً في 12 مايو 2012 عندما ظهر في Meet The Press كبديل لحملة إعادة انتخاب باراك أوباما وأدلى بتصريحات تنتقد تلك الحملة،  وقال بوكر إن الهجمات على سجل المرشح الجمهوري للرئاسة ميت رومني في باين كابيتال كانت «مقززة بالنسبة لي من الجانبين. وإنه مقزز للجمهور الأمريكي. لقد طفح الكيل. توقف عن مهاجمة الأسهم الخاصة. توقف عن مهاجمة إرميا رايت.» استخدمت التعليقات لاحقًا في حملة رومني ضد أوباما،  وأدلى بوكر بتعليقات متابعة أوضح أنه يعتقد أن هجمات أوباما على سجل رومني في بين كانت مشروعة لكنه لم يتراجع عن وجهة نظره بشأن مهاجمة الأسهم الخاصة بشكل عام. وبعد أسبوعين قدمت آن توريس مديرة الاتصالات في بوكر استقالتها على الرغم من أنها أكدت أنها لا علاقة لها بـ Meet the Press .

### الانتماءات والتكريم
بوكر عضو في مجلس مستشاري لجنة العمل السياسي الديمقراطيون من أجل إصلاح التعليم،  وهو حاليًا عضو في مجلس الأمناء في Teachers College بجامعة كولومبيا، وكان سابقًا عضوًا في اللجنة التنفيذية في كلية الحقوق بجامعة ييل ومجلس الأمناء في جامعة ستانفورد .
في عام 2010 حصل بوكر على جائزة السناتور الأمريكي جون هاينز لأفضل خدمة عامة من قبل مسؤول منتخب أو حائز منصب، وهي جائزة تمنحها جوائز جيفرسون سنوياً.

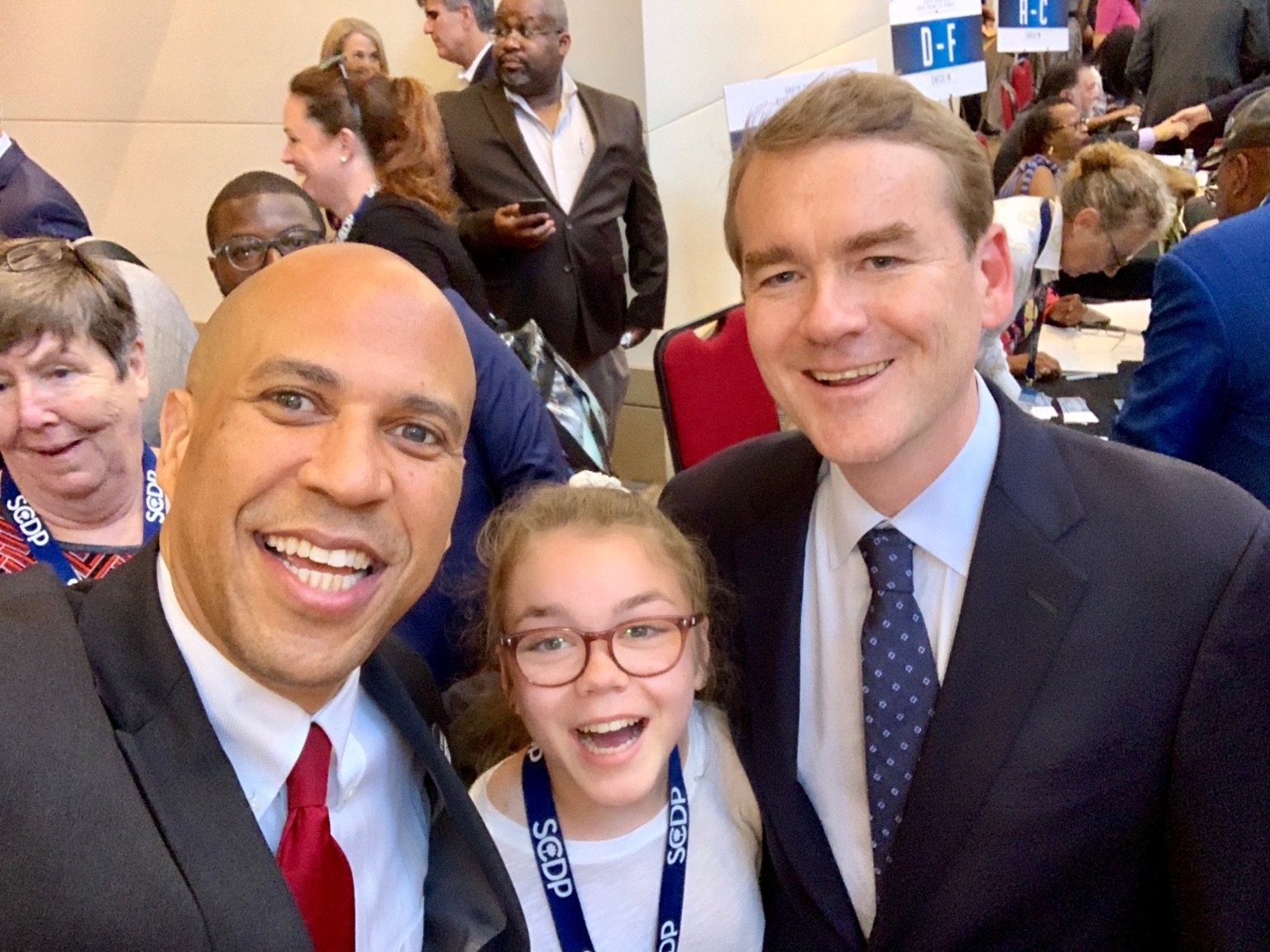
كوري بوكر ومايكل بينيت (D-CO)

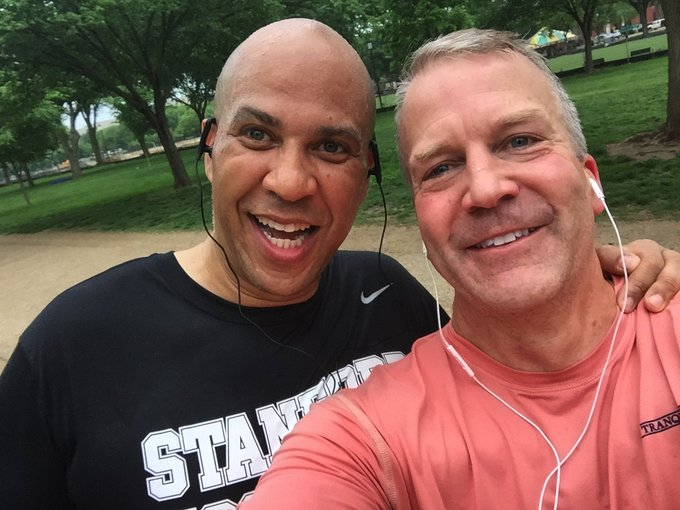
كوري بوكر ودان سوليفان (سناتور أمريكي) (جمهوري عن ولاية أوكلاهوما)

في مايو 2009 حصل بوكر على درجة الدكتوراه الفخرية في الآداب الإنسانية من معهد نيو جيرسي للتكنولوجيا ومقره نيوارك «لمسيرته المتميزة في الخدمة العامة بصفته عمدة نيوارك». وفي مايو 2009، حصل على الدكتوراه الفخرية من جامعة برانديز، وكان المتحدث الرسمي في ذلك العام أيضًا. وحصل بوكر على درجة دكتوراه فخرية أخرى في الآداب الإنسانية في ديسمبر 2010 من جامعة يشيفا «لرؤيته الجريئة لنيوارك ووضع معيار وطني للتحول الحضري». وفي يونيو 2011 ،بوكر على درجة دكتوراه فخرية في القانون وعمل كمتحدث بدء العام في كلية ويليامز للتحول الحضري في نيوارك.
في مايو 2012 حصل بوكر على درجة دكتوراه فخرية في القانون من كلية بارد وألقى كلمة التخرج في حفل التخرج. وفي عام 2010 ألقى بوكر خطابات التخرج في 15 مايو في كلية بيتزر في كليرمونت، كاليفورنيا، وفي 17 مايو في كلية المعلمين بجامعة كولومبيا بنيويورك، وفي كلية الحقوق بجامعة سوفولك في بوسطن بعد أسبوع في 23 مايو 2010.
أعطى بوكر عنوان البدء لخريجي كلية الحقوق في نيويورك في 13 مايو 2011 في أفيري فيشر هول (الآن ديفيد جيفن هول ) في مركز لينكولن. وأعطى بوكر عنوان البدء في جامعة رود آيلاند في مايو 2011 ؛ كما حصل على درجة الدكتوراه الفخرية في الآداب الإنسانية. ألقى خطاب التخرج لخريجي جامعة ستانفورد في 17 يونيو 2012، في ملعب ستانفورد. كما حصل أيضًا على درجة فخرية في حفل التخرج رقم 69 لفيرلي ديكنسون في مايو 2012.
في مايو 2013 ألقى بوكر خطاب البدء في جامعة واشنطن في سانت لويس وحصل على الدكتوراه الفخرية في القانون.
في 16 مايو 2014 ألقى بوكر خطاب الافتتاح لخريجي كلية رامابو بنيوجيرسي في مركز IZOD.
خلال الانتخابات الرئاسية لعام 2016 عندما أصيبت كلينتون بمرض يوصف بالالتهاب الرئوي اعتبرت دونا برازيل الرئيسة المؤقتة لـ DNC آنذاك أن تذكرة الاستبدال المثالية لها ستتألف من جو بايدن وكوري بوكر، ومع ذلك فإن احتمال حدوث رد فعل مثير للانقسام وإمكانية «السماح لترامب بالحصول على الأصوات في حالة ارتباك» جعلها «لا تفكر في أي أفكار أخرى لاستبدال هيلاري».

### أفلام
تم تأريخ حملة بوكر عام 2002 التي خسرها من قبل صانع الأفلام مارشال كاري في فيلمه الوثائقي Street Fight. وقد ترشح الفيلم عام 2005 لجائزة الأوسكار لأفضل فيلم وثائقي .
منذ عام 2009 لعب بوكر دور البطولة في المسلسل الوثائقي Brick City، حيث تركز السلسلة على بوكر وجهوده لتحسين نيوارك من خلال الحد من الجريمة وتحقيق التجديد الاقتصادي. وقد فازت مدينة بريك بجائزة بيبودي في عام 2009 وتم ترشيحه لجائزة إيمي بريمتيم في عام 2010 
ساهم بوكر في الفيلم الوثائقي " ملكة جمال التمثيل" لعام 2011 وعلق على تمثيل المرأة في السياسة في وسائل الإعلام .
ظهر بوكر في مشهد في حلقة باركس آند ريكريشن 2015 «السيدة لودجيت دواير تذهب إلى واشنطن» بجانب أورين هاتش .

### كونان أوبراين «عداء»
في خريف عام 2009 انخرط مضيف برنامج Tonight Show كونان أوبراين في نزاع ساخر يبث مباشرة على الهواء وعلى YouTube مع بوكر الذي أهان مدينة نيوارك على سبيل المزاح ورد بوكر بأنه سيمنع أوبراين من مطار نيوارك،  وفي ذلك الوقت دعت وزيرة الخارجية هيلاري كلينتون إلى إنهاء الخلاف خلال مسرحية هزلية كوميديّة مُعدّة وطلبت من بوكر أن يعيدها إلى إصابة في الرأس عانى منها أوبراين قبل أقل من أسبوعين، وقد ظهر بوكر بعد ذلك في برنامج أوبراين وأكد للمشاهدين أن الخلاف قد انتهى وأنه في الواقع من أشد المعجبين بأوبراين، الذي وافق على أنه في كل مرة يلقي فيها نكتة عن نيوارك، سيتبرع بمبلغ 500 دولار لمدينة نيوارك، وقدم أيضًا تبرعًا بقيمة 50000 دولار لمؤسسة Newark Now الخيرية، والتي توافقت مع NBC Universal .

### واي واير
في عام 2012، أسس بوكر والمديرين التنفيذيين للتكنولوجيا سارة روس وناثان ريتشاردسون Waywire، وهي شركة تركز على تكنولوجيا مشاركة الفيديو . كان من بين المستثمرين الأوائل أوبرا وينفري وإريك شميدت وجيف وينر وتروي كارتر. بعد مناقشة علاقة بوكر بواير في الصفحة الأولى من قصة نيويورك تايمز،  استقال عضو مجلس الإدارة أندرو زوكر من منصبه. بعد ذلك بوقت قصير، غادر ناثان ريتشاردسون، الرئيس التنفيذي لشركة Waywire، العمل حيث حولت الشركة تركيزها من إنشاء المحتوى إلى تنظيم المحتوى. في أغسطس 2013، أخبر بوكر NBC News أنه ينوي الاستقالة من مجلس إدارة Waywire ووضع ممتلكاته في صندوق الثقة إذا تم انتخابه في مجلس الشيوخ ؛  بحلول سبتمبر، استقال من منصبه في مجلس الإدارة وتبرع بحصته في الشركة للأعمال الخيرية. تم بيع Waywire إلى شركة تنظيم فيديو أخرى في الشهر التالي.

## الحياة الشخصية

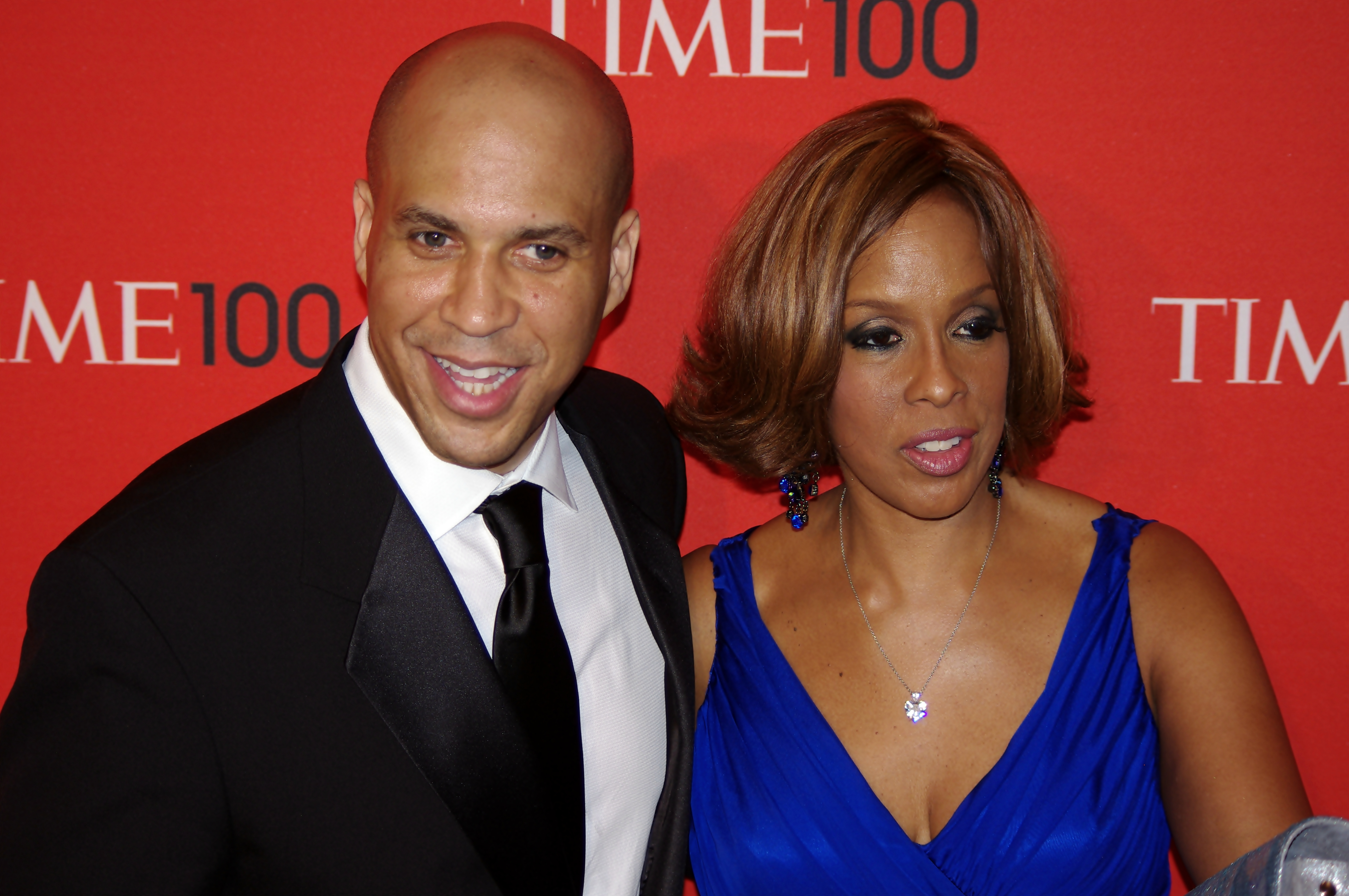
بوكير مع صديق قديم جايل كينج، 2011

بوكر نباتي ويمارس ذلك بانتظام منذ عام 1992 عندما كان طالبًا في جامعة أكسفورد في المملكة المتحدة. ويمتنع عن شرب الخمر و«ليس له رذائل أو إدمان معروف» غير القهوة. في عام 2014 بدأ بوكر في ممارسة نظام غذائي نباتي، وأعرب عن فلسفته الأخلاقية النباتية ودعوته للحيوانات . واعتبارًا من يونيو 2016 صلى بوكر في كنيسة متروبوليتان المعمدانية في نيوارك.
لم يتزوج بوكر مطلقاً،  وعلى الرغم من أنه حاول الحفاظ على خصوصية حياته الشخصية بشكل عام، إلا أنه وصف نفسه في الماضي بأنه «رجل مستقيم» وقال إنه يحاول المواعدة أكثر على أمل العثور على شخص يستقر معه،  وقد ارتبط عاطفياً بالشاعرة كليو وايد . وفي مارس 2019 أكدت الممثلة روزاريو داوسون لـ TMZ أنها على علاقة بوكر.
من 1998 إلى 2006 عاش بوكر في بريك تاورز وهو مجمع سكني مضطرب في سنترال وارد في نيوارك، في تشرين الثاني (نوفمبر) 2006 غادر بوكر شقته إلى أعلى وحدة في شقة مؤجرة من ثلاثة طوابق في شارع هوثورن في نيوارك ساوث وارد، وهي منطقة وُصفت بأنها «حي موبوء بالمخدرات والعصابات من المنازل المغطاة والقطع الفارغة». تم هدم أبراج الطوب منذ ذلك الحين وتم بناء مشروع جديد مختلط الدخل هناك في عام 2010.
منذ عام 2013 يعيش بوكر في منزل مستقل يملكه في قسم لينكولن بارك في نيوارك سنترال وارد والمعروف أيضًا باسم «الساحل» بسبب تاريخه في الفنون والجاز والحياة الليلية.
يتحدث بوكر الإسبانية، وقد حضر برنامج الغمر الاسباني في الاكوادور .
في عام 2020 علم بوكر أنه هو والفنانة RuPaul أبناء عمومة وقد اكتشفا من خلال ظهورهما في البرنامج التلفزيوني Finding Your Roots .

## التاريخ الانتخابي
| الحزب          | الحزب          | مرشح           | الأصوات | %    |
| -------------- | -------------- | -------------- | ------- | ---- |
|                | لاحزبي ‏        | شارب جيمس (I)  | 28٬363  | 52.9 |
|                | لاحزبي ‏        | Cory Booker    | 24869   | 46.5 |
|                | لاحزبي ‏        | Dwayne Smith   | 339     | 0.6  |
| اجمالي الأصوات | اجمالي الأصوات | اجمالي الأصوات | 53٬571  |      |

| الحزب          | الحزب          | مرشح                 | الأصوات | %    |
| -------------- | -------------- | -------------------- | ------- | ---- |
|                | لاحزبي ‏        | Cory Booker (I)      | 22٬745  | 59.1 |
|                | لاحزبي ‏        | Clifford J. Minor    | 13570   | 35.3 |
|                | لاحزبي ‏        | Yvonne Garrett Moore | 1703    | 4.4  |
|                | لاحزبي ‏        | Mirna L. White       | 444     | 1.2  |
| اجمالي الأصوات | اجمالي الأصوات | اجمالي الأصوات       | 38٬462  |      |

| الححزب         | الححزب           | مرشح              | الأصوات | %    | ±%  |
| -------------- | ---------------- | ----------------- | ------- | ---- | --- |
|                | الحزب الديمقراطي | Cory Booker       | 216٬936 | 59.2 | N/A |
|                | الحزب الديمقراطي | Frank Pallone Jr. | 72,584  | 19.8 | N/A |
|                | الحزب الديمقراطي | راش دي هولت الابن | 61,463  | 16.8 | N/A |
|                | الحزب الديمقراطي | شيلا اوليفر ‏      | 15,656  | 4.3  | N/A |
| أغلبية         | أغلبية           | أغلبية            | 144,352 | 39.4 | N/A |
| إقبال الناخبين | إقبال الناخبين   | إقبال الناخبين    | 7,276   |      | N/A |

| الححزب         | الححزب                                        | مرشح                                          | الأصوات            | %    | ±%  |
| -------------- | --------------------------------------------- | --------------------------------------------- | ------------------ | ---- | --- |
|                | الحزب الديمقراطي                              | كوري بوكر                                     | 740٬742            | 54.9 | N/A |
|                | الحزب الجمهوري                                | Steve Lonegan                                 | 593,684            | 44.2 | N/A |
|                | Ed the Barber                                 | Edward Stackhouse Jr.                         | 5,138              | 0.4  | N/A |
|                | Independent (politician)                      | روبرت ديباسكوال                               | 3,137              | 0.2  | N/A |
|                | Alimony Reform Now                            | Stuart David Meissner                         | 2,051              | 0.2  | N/A |
|                | الاتحاد قوة                                   | Pablo Olivera                                 | 1,530              | 0.1  | N/A |
|                | حرية الاختيار                                 | Antonio Nico Sabas                            | 1,336              | 0.1  | N/A |
|                | الديمقراطي الجمهوري                           | Eugene Martin Lavergne                        | 1,041              | 0.08 | N/A |
| أغلبية         | أغلبية                                        | أغلبية                                        | 147,058            | 10.9 | N/A |
| إقبال الناخبين | إقبال الناخبين                                | إقبال الناخبين                                | 1,348,659          | 25   | N/A |
|                | Swing to الحزب الديمقراطي from الحزب الجمهوري | Swing to الحزب الديمقراطي from الحزب الجمهوري | تأرجح [الإنجليزية] |      |     |

| الححزب         | الححزب                    | مرشح                   | الأصوات            | %    | ±%    |
| -------------- | ------------------------- | ---------------------- | ------------------ | ---- | ----- |
|                | الحزب الديمقراطي          | Cory Booker (I)        | 1٬043٬866          | 55.8 | +0.9  |
|                | الحزب الجمهوري            | Jeff Bell              | 791,297            | 42.3 | -1.7  |
|                | الحزب الليبرتاري الأمريكي | Joseph Baratelli       | 16,721             | 0.9  | +0.4  |
|                | Economic Growth           | Hank Schroeder         | 5,704              | 0.3  | +0.3  |
|                | مستقل                     | Jeff Boss              | 4,513              | 0.2  | +0.2  |
|                | الديمقراطي الجمهوري       | Eugene Martin Lavergne | 3,890              | 0.2  | +0.1  |
|                | مستقل                     | Antonio Nico Sabas     | 3,544              | 0.2  | +0.12 |
| أغلبية         | أغلبية                    | أغلبية                 | 252,569            | 13.5 | +2.6  |
| إقبال الناخبين | إقبال الناخبين            | إقبال الناخبين         | 1,869,535          | 34.2 | +38.6 |
|                | الحزب الديمقراطي مسيطر    | الحزب الديمقراطي مسيطر | تأرجح [الإنجليزية] |      |       |

| الحزب          | الحزب            | مرشح                    | الأصوات | %      |
| -------------- | ---------------- | ----------------------- | ------- | ------ |
|                | الحزب الديمقراطي | Cory Booker (incumbent) | 366٬105 | 89.4%  |
|                | الحزب الديمقراطي | Lawrence Hamm           | 43195   | 10.6%  |
| اجمالي الأصوات | اجمالي الأصوات   | اجمالي الأصوات          |         | 100.0% |

## روابط خارجية
- السناتور كوري بوكر الموقع الرسمي لمجلس الشيوخ الأمريكي
- موقع حملة مجلس الشيوخ الأمريكي
- موقع الحملة الرئاسية (مؤرشف)
- كوري بوكر على مشروع الدليل المفتوح
- Booker مرات الظهور على سي-سبان

| المناصب السياسية                          | المناصب السياسية                                                                          | المناصب السياسية     |
| ----------------------------------------- | ----------------------------------------------------------------------------------------- | -------------------- |
| سبقه شارب جيمس                            | عمدة نيوارك 2006–2013                                                                     | تبعه لويس أ. كينتانا |
| المناصب الحزبية السياسية                  |                                                                                           |                      |
| سبقه Frank Lautenberg                     | مرشح الحزب الديمقراطي لمجلس الشيوخ الأمريكي من نيوجيرسي (الدرجة الثانية) 2013, 2014, 2020 | Most recent          |
| مجلس الشيوخ الأمريكي                      |                                                                                           |                      |
| سبقه جيفري كييزا ‏                         | عضو الكونجرس (الفئة 2) من ولاية نيو جيرسي ‏ 2013–الآن إلى جانب: بوب مينينديز               | الحالي               |
| ترتيب الأسبقية للولايات المتحد (احتفالية) |                                                                                           |                      |
| سبقه إد ماركي                             | الأقدمية في مجلس الشيوخ الأمريكي الـ 68                                                   | تبعه شيلي مور كابيتو |